# Even Better
Even Better ist ein Jazzalbum des Michael Formanek Very Practical Trio. Die am 20. Februar 2019 im Oktaven Studio, Mount Vernon (New York), entstandenen Aufnahmen erschienen im Oktober 2019 auf Intakt Records.

## Hintergrund
Bei Even Better hat sich der Bassisten Michael Formanek für ein Trio-Format ohne Schlagzeuger entschieden, das ihm den Raum gebe, das Terrain mit seinem eigenen Rhythmus zu bewältigen. Unterstützt wird er dabei von seinem langjährigen Partner, dem Saxophonisten Tim Berne, und der Gitarristin Mary Halvorson.

## Titelliste
- Michael Formanek Very Practical Trio: Even Better (Intakt Records Intakt CD 335)[1]

1. Suckerpunch 5:52
2. Like Statues 7:01
3. Still Here 9:54
4. Implausible Deniability 8:23
5. Shattered 4:45
6. The Shifter 3:52
7. Apple And Snake 5:23
8. But Will It Float 4:39
9. Bomb the Cactus 2:16
10. Jade Vision (Scott LaFaro) 4:10

Wenn nicht anders vermerkt, stammen die Kompositionen von Michael Formanek.

## Rezeption

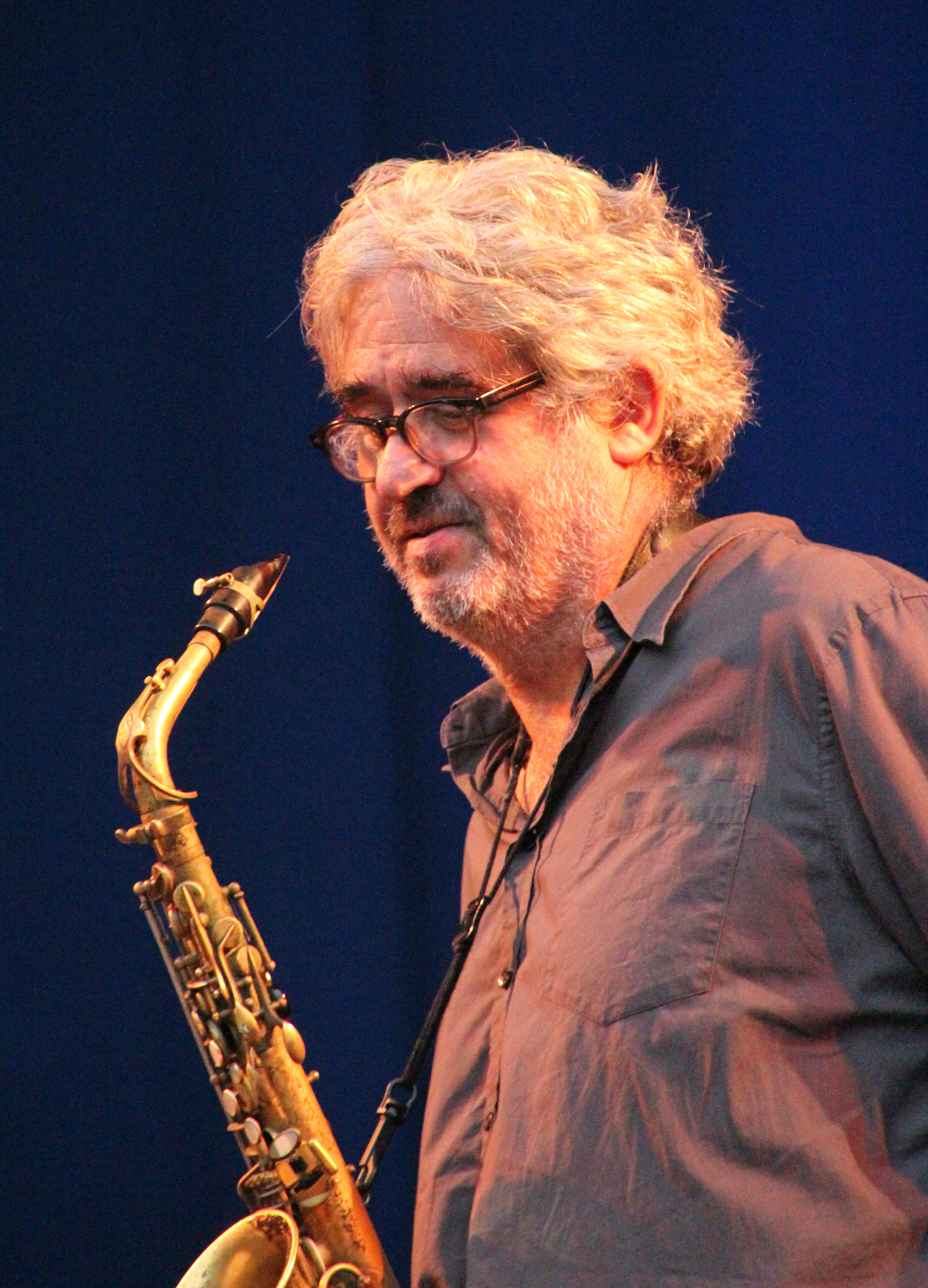
Tim Berne bei einem Auftritt im Frankfurter Palmengarten 2016

Jeder Spieler hier sei für seine Experimentierfreudigkeit bekannt, und obwohl Berne etwas weniger im Rampenlicht stehe als Halvorson, sei er experimentierfreudig, schrieb Dave Cantor im Down Beat. Beim „Very Practical Trio“ des Bassisten – dessen Zweck sowohl durch den Namen als auch durch die Musik auf Even Better angedeutet wird – gehe es eindeutig nicht um avantgardistische Heldentaten und die Zurschaustellung von technischem Scharfsinn. Selbst die ausgefallensten Momente, darunter die acht seltsamen Minuten von „Implausible Deniability“, würden ruhig, isoliert und persönlich wirken und auf das „Wunderland“ seiner Mitarbeiter verweisen, zu denen Formanek im Laufe seiner wirklich bedeutsamen Karriere eine unbestreitbare Beziehung aufgebaut habe.
Auf diesem Album werde das kollektive Improvisieren heftiger, aber im Kern handle es sich um melodische Musik, meinte Kevin Whitehead im National Public Radio. Die Spieler würden die Melodie nicht vernachlässigen, wenn sie jammen. Die Soli Tim Bernes hätten viel inneren Antrieb, eine gute Sache in einer Band ohne Schlagzeuger. Aber er zeige auch eine klagende lyrische Seite, die in dem einen älteren Stück hier zum Ausdruck komme, „Jade Visions“ des Bassisten Scott LaFaro.
Da drei Melodieinstrumente im Spiel sind, würden die Spieler häufig neu kombinieren, so Whitehead weiter. Sie können gemeinsam oder zu zweit gegen einen oder jeder einzeln antreten. Trotz aller Veränderungen hat die Musik strukturelle Klarheit und Eindringlichkeit. Dieses Trio brauche kein Schlagzeug. Mike Formaneks Kompositionen seien darauf ausgelegt, die Improvisatoren aufzuheitern, aber seine verschachtelten Melodien hätten auch ihre eingängigen und geheimnisvollen Seiten. Bei dieser Band, die manchmal im Rampenlicht steht, gehe es nicht um Basssolos, sondern um die Dynamik und das Geben und Nehmen des Ensembles. jedes Mal, wenn Michael Formanek und Mary Halvorson zusammen spielen, würden sie sofort eine Verbindung aufbauen. Formanek zeige, wie ein großartiger Jazzbassist einen Solisten durch die Form eines Songs führt.
Don Phipps, der das Album in All About Jazz rezensierte und mit dreieinhalb Sternen auszeichnete, stellte fest, dass es an diesem Unterfangen viel zu bewundern gebe. Obwohl die Abstraktionen fesselnd sind, fehle ihnen jedoch die Leidenschaft, die sie vielleicht noch spannender gemacht hätte. Formanek habe eine intellektuelle und raffinierte Reihe von Stücken hervorgebracht, aber man frage sich, was wäre, wenn da etwas mehr Feuer im Bauch gewesen wäre, so der Autor.
Formaneks Spielstil sei entspannt. Seine Bewegungen am Hals des Basses seien, selbst in ihrer intensivsten Form, relativ subtil. Und die konzeptionelle Grundlage seiner Kompositionen sei strukturiert, mit spannenden Themen, die sich aber über längere Zeiträume erstrecken. Oft würden diese Themen von zwei Mitgliedern des Trios einstimmig vorgetragen, manchmal auch von allen dreien.